# 拉格朗日括号
拉格朗日括号是一种与泊松括号关系密切的运算，1808年至1810年间由约瑟夫·拉格朗日最早用于经典力学之中。不过与泊松括号相比，拉格朗日括号在今日已不常使用。

## 定义
令(q1, …, qn, p1, …, pn)为相空间中的正则坐标，且每一个坐标都可表示为两个变量u与v的函数，则u和v的拉格朗日括号为：
{\displaystyle [u,v]_{p,q}=\sum _{i=1}^{n}\left({\frac {\partial q_{i}}{\partial u}}{\frac {\partial p_{i}}{\partial v}}-{\frac {\partial p_{i}}{\partial u}}{\frac {\partial q_{i}}{\partial v}}\right).}

## 性质
- 拉格朗日括号与特定的正则坐标无关(q, p)。如取另一组正则坐标(Q,P) = (Q1, …, Qn, P1, …, Pn)，满足正则变换

{\displaystyle Q=Q(q,p),P=P(q,p)}
此时拉格朗日括号不变，即
{\displaystyle [u,v]_{q,p}=[u,v]_{Q,P}}
因而通常情况下会省略下标。
- 如果2n维相空间W上有辛形式Ω，u1,…,u2n是W上的一个坐标系，那么正则坐标(q,p)可表示为u的函数，而拉格朗日括号所组成的矩阵

{\displaystyle [u_{i},u_{j}]_{p,q},\quad 1\leq i,j\leq 2n}
表示在]Ω在坐标系u下的分量，可看作一个张量。这个矩阵是由泊松括号所组成的矩阵
{\displaystyle \{u_{i},u_{j}\},\quad 1\leq i,j\leq 2n}
的逆矩阵。
- 由上述性质可以得到，相空间上的坐标(Q1, …, Qn, P1, …, Pn)是正则的，当且仅当它们之间的拉格朗日括号有如下形式：

{\displaystyle [Q_{i},Q_{j}]_{p,q}=0,\quad [P_{i},P_{j}]_{p,q}=0,\quad [Q_{i},P_{j}]_{p,q}=-[P_{j},Q_{i}]_{p,q}=\delta _{ij}.}